# Liu Jingyi
Liu Jingyi (* 4. August 2000) ist eine chinesische Leichtathletin, die sich auf den Siebenkampf spezialisiert hat.

## Sportliche Laufbahn
Ihren ersten internationalen Wettkampf bestritt Liu Jingyi im Jahr 2017, als sie bei den U18-Weltmeisterschaften in Nairobi mit 5113 Punkten den achten Platz im Siebenkampf belegte. 2023 nahm sie an den Asienspielen in Hangzhou teil und belegte dort mit 5537 Punkten den siebten Platz und 2025 gelangte sie bei den Hallenweltmeisterschaften in Nanjing mit 4171 Punkten auf Rang elf im Fünfkampf. Ende Mai gewann sie bei den Asienmeisterschaften in Gumi mit 5869 Punkten die Silbermedaille hinter der Inderin Nandini Agasara.
2023 wurde Liu chinesische Meisterin im Siebenkampf und 2024 wurde sie Hallenmeisterin im Fünfkampf.

## Persönliche Bestleistungen
- Siebenkampf: 5869 Punkte, 30. Mai 2025 in Gumi
  - Fünfkampf (Halle): 4171 Punkte, 21. März 2025 in Nanjing